# Populus baicalensis
Populus baicalensis là một loài thực vật có hoa trong họ Liễu. Loài này được Kom. miêu tả khoa học đầu tiên.